# 賀儒修
賀儒修（1587年—17世紀），原名儒珍，字梧希，號天遊，南直隸鎮江府丹陽縣軍籍，常州府武進縣人，明朝、南明政治人物。

## 生平
天啟元年（1612年）辛酉科應天鄉試第三十八名舉人，崇禎四年（1631年）中式辛未科會試第三十四名，三甲第一百二十一名進士。工部觀政，授成都縣知縣，調巴縣知縣，七年（1634年）忤逆巡按御史劉宗祥革職。周延儒當政時，多次招攬不出。
弘光帝即位，起為上林苑監丞，遷禮部主事，曾彈劾管紹寧貪污，卻得詔命他不要追究。馬士英、阮大鋮的門客用官位利誘他，他說：「黃道周、張國維心繫國家，我官位不夠不能推薦他們，更不會誣陷他們。這樣就算無法成為三公，我亦不改節操。」謫國子監助教，很快認為時不可為，乞病告歸。

## 家族
曾祖賀邦泰；祖父賀學古；父賀懋敬。

## 引用
1. ↑  道光《武進陽湖縣合志·卷十七·選舉志》：（崇禎）四年辛未陳于泰榜……賀儒珍 後改儒修，成都知縣。
2. 1 2  錢海岳《南明史·卷三十一·列傳第七》：（賀）儒修，字梧希，丹陽人。崇禎四年進士。歷成都、巴縣知縣，忤巡按劉宗祥罷。周延儒枋國，屢招不出。
3. 1 2  光緒《丹陽縣志·卷二十五》：賀儒修，號天遊。崇禎辛未進士，知成都縣，調巴縣，忤直指劉宗祥罷職。周延儒當國，屢詔不起。
4. ↑  《崇祯四年辛未科三百五十名进士履历》：賀儒修，天遊，礼记房，丁亥三月十二日生。丹阳人，乡三十八，會三十四，三甲一百二十一名。工部政，授成都知县，奉旨改儒修，甲戌革职。曾祖邦泰，進士。祖学古，经历。父懋敬，己酉举人。
5. ↑  錢海岳《南明史·卷三十一·列傳第七》：（弘光時）賀儒修劾（管）紹寧貪穢實跡，詔勿問……安宗立，自上林監丞遷禮部主事。馬阮啗以大官，甘心黃道周、張國維，不應，謫國子助教。
6. ↑  光緒《丹陽縣志·卷二十五》：南都建，補上林苑丞。馬阮門客有啗，以顯秩使。甘心於黃道周、張國維者，儒修曰：「二公乃心王國，吾職小，恨不能薦。奈何反陷之，雖三公不易，吾介也。」調補國子監助教，知時不可為，乞病以老。